# Gare de Saint-Rémy-lès-Chevreuse
Gare de Saint-Rémy-lès-Chevreuse vasútállomás és RER állomás Franciaországban, Saint-Rémy-lès-Chevreuse településen.

## Vasútvonalak
Az állomást az alábbi vasútvonalak érintik:
- Ligne de Sceaux

## Kapcsolódó állomások
A vasútállomáshoz az alábbi állomások vannak a legközelebb:
- Gare de Courcelle-sur-Yvette (Gare Aéroport Charles-de-Gaulle 2 TGV, Gare de Mitry - Claye, B RER-vonal)

## Lásd még
- Franciaország vasútállomásainak listája
- A RER állomásainak listája